# Eokingdonella tibetana
Eokingdonella tibetana is een rechtvleugelig insect uit de familie Dericorythidae. De wetenschappelijke naam van deze soort is voor het eerst geldig gepubliceerd in 1952 door Mishchenko.